# Stanisław Klicki (zm. 1826)
Stanisław Klicki herbu Prus I (zm. 2 września 1826) – cześnik różański, komisarz cywilno-wojskowy w 1791 roku, konsyliarz konfederacji targowickiej ziemi warszawskiej w 1793 roku, poseł ziemi warszawskiej na sejm grodzieński (1793), członek konfederacji grodzieńskiej 1793 roku, sędzia sądu sejmowego sejmu grodzieńskiego 1793 roku ze stanu rycerskiego.
Podpisał z ziemią nurską elekcję Stanisława Augusta Poniatowskiego. 22 lipca 1793 roku podpisał traktat cesji przez Rzeczpospolitą ziem zagarniętych przez Rosję a 25 września cesji ziem zagarniętych przez Prusy  w II rozbiorze Polski. W czasie powstania kościuszkowskiego oskarżony o powolność na ukazy moskiewskie. Złożył akces do powstania kościuszkowskiego. W 1804 wylegitymował się ze szlachectwa w Galicji Zachodniej.